# قط الهملايا
قط الهملايا في السنين القديمة قرر المربون في أمريكا الشمالية خلق مزج جديد لعالم القطط بين القطه الفارسية والسيامية وهذا ما نتج واعترف بها في الأوان الأخيرة كقطه فارسيه ولها مواصفات معينه تتصف بها هذه القطه الجميلة من لون معطفها السيامي ولون العيون أيضا وتبقى محافظه على الصفات الفارسية.
ويسمى الهملايا وهو ناتج تزاوج شيرازى من سيامى ولكن بعد عدة أجيال أي ان أي محاولة لتزويج شيرازى من سيامى ينتج أنواع قبيحة للغاية الشيرازى طفرة أي نادر ولكن إذا تزوج هملايا من هملايا انجبوا هملايا والهملايا اما ان يكون مون فيس أو بيكى فيس. الألوان هملايا اورنج الأجزاء الغامقة برتقالى وهو كريمى الأنف والأذن وأطراف الأقدام والذيل بلون أغمق شبيه بالسيامى في الألوان هملايا شوكلت أي الأجزاء الغامقة بلون الشيكولاتة وباقى الجسم بنى فاتح والهملايا البلو اغلى الأنواع واندرها ويعتبر الهملايا الأزرق من افخر وأغلى الأنواع واندرهامن أنواع الهملايا وقد يتم تزاوج لبيجي مع المون فينتج الهافالبيجي وهو قط له شكل جميل أيضا يجمع بين الشكلين.

## الصحة
بسبب أصولهم الفارسية، قد يكون لدى بعض قطط الهملايا الجين الذي يسبب مرض الكلى المتعدد الكيسات (PKD) ؛ ومع ذلك، يمكن أن يكشف الاختبار الجيني أي القطط تحمل جين PKD ، بحيث يمكن تعقيمها أو تحييدها.
مثل العديد من القطط ذات الشعر الطويل، يحتاج قط الهملايا إلى التنظيف يومياً ليكون أفضل وأكثر صحة. بالإضافة إلى ذلك، قد يحتاجون إلى مسح وجههم يوميًا، اعتمادًا على القط. ينصح بعض المربيين باإستحمام الهملايا، للمساعدة في تقليل كمية الزيت على فرو القطة والجلد.

## المزاج

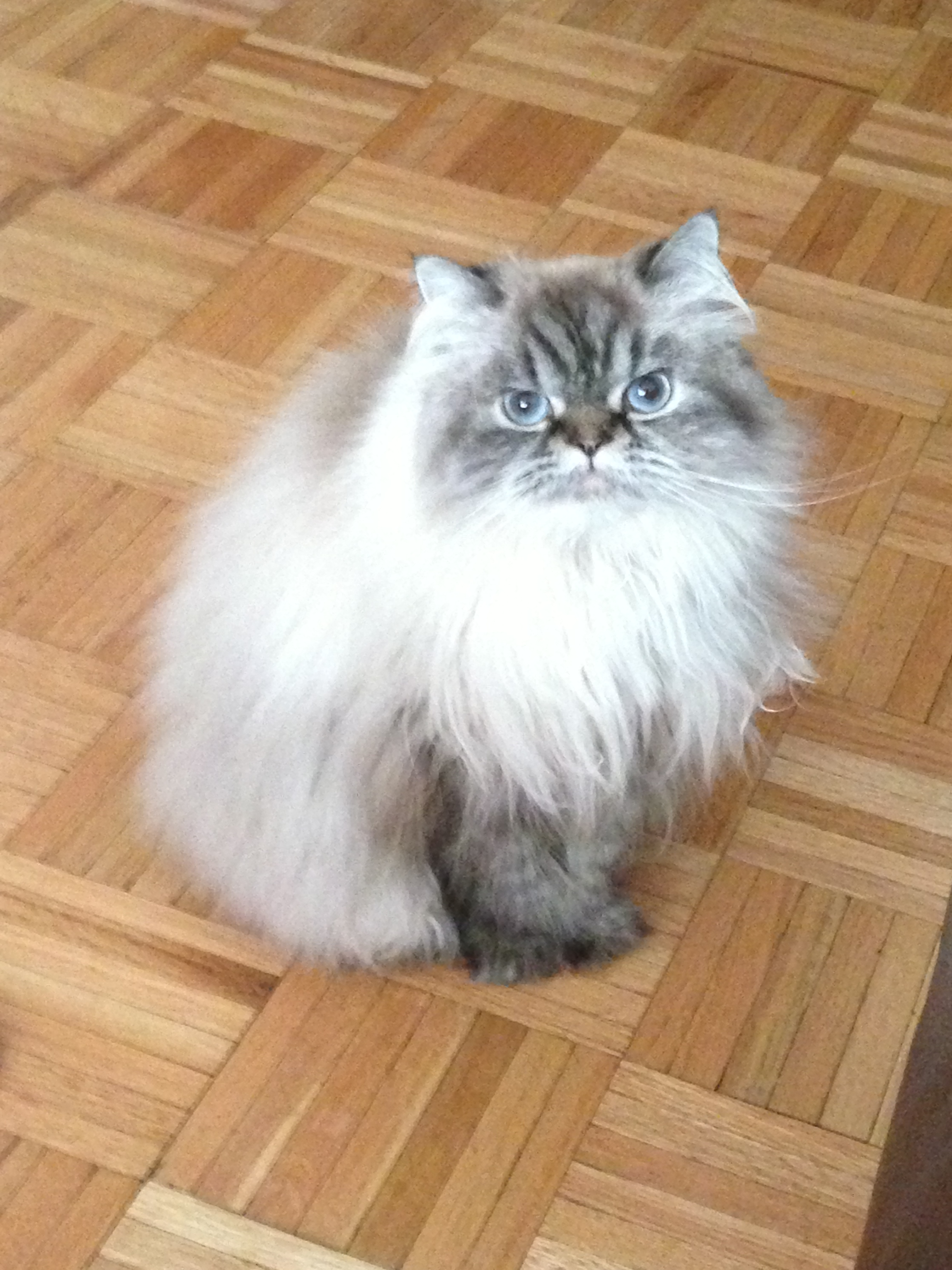
قط هملايا في المنزل

هذه القطط حلوة المزاج، أذكياء، واجتماعين جدًا. بسبب أصولهم من القطط السيامية، فإنها تميل إلى أن تكون أكثر نشاطاً من القطط الفارسية.
الهملايا هي حيوانات أليفة داخلية جيدة. بشكل عام، فهي لطيفة، هادئة، خافتة، ولديها جانب مرح كذلك.